# Panichs Lache
Panichs Lache früher auch Panigs Lache ist ein etwa 1,6 Kilometer langer Altarm der Batschke und der Pleiße in der Elster-Pleiße-Aue. Sie ist ein linksseitiger Zufluss der Pleiße im Leipziger Ortsteil Connewitz.

## Verlauf
Panichs Lache zweigte an der Grenze zwischen dem Markkleeberger Ortsteil Gautzsch und Connewitz rechtsseitig von der Batschke ab und nahm kurz darauf einen Abzweig der Jungfernlache auf, die ehemals ein Nebenarm der Pleiße war. Anschließend schlängelte sie sich in mehreren Armen durch die Aue und mündete etwa zweihundert Meter südöstlich der Batschke linksseitig in die Pleiße.

## Wasserführung
Durch die Eintiefung der Batschke um etwa einen Meter wird Panichs Lache heute nicht mehr von der Batschke gespeist. Sie führt im über fünf Meter breiten Unterlauf ständig und im schmalen Oberlauf nur nach Starkregenereignissen oder der Schneeschmelze Wasser. Der Unterlauf von Panichs Lache wird auch bei kleineren Hochwassern von der Pleiße geflutet.